# Likvidálva
A Likvidálva (eredeti cím: Erased, az Egyesült Államokon kívüli The Expatriate címen jelent meg) 2012-ben bemutatott belga–kanadai akcióthriller, melyet Arash Amel forgatókönyvéből Philipp Stölzl rendezett. A főbb szerepekben Aaron Eckhart és Olga Kurylenko látható. 
Az Amerikai Egyesült Államokban 2013. május 17-én, Magyarországon 2013. április 18-án mutatták be.

## Cselekmény
Ben Logan amerikai mérnök 15 éves lányával, Amyvel Belgiumban él. Ben biztonsági eszközök teszteléséért felelős, azonosítva a lehetséges sebezhetőségeket és kijavítva azokat. Emellett egy jelentős multinacionális vállalat, a Halgate Group biztonsági részlegénél, annak antwerpeni kirendeltségénél dolgozik.
Amikor egy este Amyvel visszamegy az irodába, hogy elhozzon egy ottfelejtett csomagot, meglepetés éri: az iroda teljesen üres, a bútorok és a berendezések eltűntek, ahogy az emberek is. A kollégák mobiltelefonszámai nem léteznek, a Halgate brüsszeli központjában pedig nem ismerik a közvetlen felettesét, és tagadják, hogy valaha is volt irodája Antwerpenben.
A valóságban Logan nem mindig csak egyszerű mérnök volt, hanem egykori CIA-ügynök. Hamarosan rájön, hogy amiről szó van, az sokkal veszélyesebb, mint azt elsőre gondolta. Életéből minden kitörlődött, korábbi kollégái mind halottak. Bennek meg kell mentenie magát és a lányát, és el kell jutnia az igazsághoz.

## Szereplők
| Szerep                     | Színész             | Magyar hang   |
| -------------------------- | ------------------- | ------------- |
| Ben Logan                  | Aaron Eckhart       | Epres Attila  |
| Amy Logan                  | Liana Liberato      | Pekár Adrienn |
| Anna Brandt                | Olga Kurylenko      | Pikali Gerda  |
| Derek Kohler / Markus Wolf | Neil Napier         | Zámbori Soma  |
| Gibbins igazgató           | Kate Linder         |               |
| Floyd                      | Alexander Fehling   | Dévai Balázs  |
| James Halgate III          | Garrick Hagon       | Kertész Péter |
| Maitland                   | Eric Godon          |               |
| Halgate recepciós          | Simone-Élise Girard |               |
| Marty Braemer              | David Bark-Jones    | Zöld Csaba    |
| Mei Ling                   | Debbie Wong         |               |
| Abdi                       | Jade Hassouné       |               |
| Walter Smet                | Nick Alachiotis     | Bolla Róbert  |
| Karim testőre              | Achille Ridolfi     |               |
| Field tiszt                | Carlo Mestroni      |               |
| Nabil                      | Yassine Fadel       | Gacsal Ádám   |

## Fordítás
- Ez a szócikk részben vagy egészben  az   Erased (2012 film) című angol Wikipédia-szócikk ezen változatának fordításán alapul.  Az eredeti cikk szerkesztőit annak laptörténete sorolja fel. Ez a jelzés csupán a megfogalmazás eredetét és a szerzői jogokat jelzi, nem szolgál a cikkben szereplő információk forrásmegjelöléseként.
- Ez a szócikk részben vagy egészben  a   The Expatriate - In fuga dal nemico című olasz Wikipédia-szócikk fordításán alapul.  Az eredeti cikk szerkesztőit annak laptörténete sorolja fel. Ez a jelzés csupán a megfogalmazás eredetét és a szerzői jogokat jelzi, nem szolgál a cikkben szereplő információk forrásmegjelöléseként.